# Olene patula
Olene patula är en fjärilsart som beskrevs av Walker 1862. Olene patula ingår i släktet Olene och familjen tofsspinnare. Inga underarter finns listade i Catalogue of Life.